# 嘉定镇 (信丰县)
嘉定镇，是中国江西省赣州市信丰县下辖的一个乡镇级行政单位。

## 行政区划
嘉定镇共辖以下地区：
南山社区、建设路社区、人民路社区、府前路社区、解放路社区、圣塔路社区、马鞍山社区、星村路社区、胜利路社区、花园路社区、水东村、水北村、同益村、花园村、长胜村、黄坑村、白石村、土墙背村、山塘村、胜利村、十里村、焦坑村、游州村、黄家坑村、柏树芫村、上七里村、水西村、太平上村、水南村、马路坑村、镇江村、竹仔岭村、老屋里村、上坑村、月岭村、柏树村、洞高村、黄丰村、楼下村、周坝村、龙舌村、桐木村、代屋村、金龙村、金华村、庄高村和彩光村。

## 交通
- 京九铁路：信丰站

1. ↑  . 中华人民共和国国家统计局. 2023 （中文（中国大陆））.[]